# Славянский сельский совет
Славянский сельский совет (укр. Слов'янська сільська рада, крымскотат. Sadır köy şurası) — согласно законодательству Украины — административно-территориальная единица в Раздольненском районе Автономной Республики Крым.
Население по переписи 2001 года — 1734 человека.
К 2014 году состоял из 32 сёл:
- Славянское
- Аврора

## История
Судя по доступным историческим документам, сельсовет, как Садырский, был образован в составе Ак-Шеихского района в 1930-х годах, поскольку на 1940 год он уже существовал. Указом Президиума от 21 августа 1945 года Садырский сельсовет был переименован в Славянский сельский совет. С 25 июня 1946 года сельсовет в составе Крымской области РСФСР. 24 декабря 1952 года Максимовский преобразован в Ручьёвский. 26 апреля 1954 года Крымская область была передана из состава РСФСР в состав УССР. На 15 июня 1960 года в составе совета числились населённые пункты:
| - Аврора - Андреевка | - Варягино - Горлица | - Дивное - Добринка | - Кукушкино - Огни | - Славянское |

Указом Президиума Верховного Совета УССР «Об укрупнении сельских районов Крымской области», от 30 декабря 1962 года Раздольненский район упразднили и совет присоединили к Черноморскому. 1 января 1965 года, указом Президиума ВС УССР «О внесении изменений в административное районирование УССР — по Крымской области», был восстановлен Раздольненский район и сельсовет вновь в его составе. К 1968 году Андреевка, Варягино, Горлица и Добринка были ликвидированы, после 1977 года упразднено Дивное (поскольку на эту дату ещё числилось в составе Славянского сельсовета). 8 февраля 1988 года был образован Кукушкинский сельский совет, куда отошли Кукушкино и Огни.
С 12 февраля 1991 года сельсовет в восстановленной Крымской АССР, 26 февраля 1992 года переименованной в Автономную Республику Крым. С 21 марта 2014 года в составе Крыма аннексирован Россией. Законом «Об установлении границ муниципальных образований и статусе муниципальных образований в Республике Крым» от 4 июня 2014 года территория административной единицы была объявлена муниципальным образованием со статусом сельского поселения.